# Sport-Gemeinschaft Union Solingen 97 1985-1986
Questa voce raccoglie le informazioni riguardanti la Sport-Gemeinschaft Union Solingen 97 nelle competizioni ufficiali della stagione 1985-1986.

## Stagione
Nella stagione 1985-1986 l'Union Solingen, allenato da Eckhard Krautzun, Rolf Müller e Günter Diekmann, concluse il campionato di 2. Bundesliga al 15º posto. In Coppa di Germania l'Union Solingen fu eliminato al primo turno dal Sandhausen.

## Rosa
| N. |                     | Ruolo | Calciatore             |
| -- | ------------------- | ----- | ---------------------- |
|    | Germania (bandiera) | P     | Jörg Albracht          |
|    | Germania (bandiera) | P     | Volker Diergardt       |
|    | Germania (bandiera) | D     | Klaus-Dieter Dieckmann |
|    | Serbia (bandiera)   | D     | Čedo Micović           |
|    | Germania (bandiera) | D     | Dirk Römer             |
|    | Germania (bandiera) | C     | Engelbert Buschmann    |
|    | Germania (bandiera) | C     | Günter Diekmann        |
|    | Germania (bandiera) | C     | Wolfgang Krüger        |
|    | Germania (bandiera) | C     | Manfred Lefkes         |

| N. |                                 | Ruolo | Calciatore        |
| -- | ------------------------------- | ----- | ----------------- |
|    | Germania (bandiera)             | C     | Eddy Malura       |
|    | Germania (bandiera)             | C     | Manfred Pomp      |
|    | Germania (bandiera)             | C     | Thomas Pontzen    |
|    | Germania (bandiera)             | C     | Hans-Werner Reif  |
|    | Germania (bandiera)             | A     | Manfred Dum       |
|    | Bosnia ed Erzegovina (bandiera) | A     | Demir Hotić       |
|    | Germania (bandiera)             | A     | Daniel Jurgeleit  |
|    | Germania (bandiera)             | A     | Oliver Stapel     |
|    | Germania (bandiera)             | A     | Waldemar Steubing |

## Organigramma societario
Area tecnica
- Allenatore: Günter Diekmann
- Allenatore in seconda:
- Preparatore dei portieri:
- Preparatori atletici:

## Calciomercato

### Sessione estiva
| Acquisti | Acquisti          | Acquisti         | Acquisti |
| R.       | Nome              | da               | Modalità |
| -------- | ----------------- | ---------------- | -------- |
| C        | Manfred Lefkes    | Colonia          |          |
| D        | Čedo Micović      | Vojvodina        |          |
| C        | Manfred Pomp      | Bayer Leverkusen |          |
| C        | Hans-Werner Reif  | Colonia          |          |
| A        | Waldemar Steubing | Wattenscheid 09  |          |

| Cessioni | Cessioni        | Cessioni  | Cessioni |
| R.       | Nome            | a         | Modalità |
| -------- | --------------- | --------- | -------- |
| A        | Frank Eggeling  | Grenchen  |          |
| C        | Günter Franusch | Karlsruhe |          |
| D        | Miladin Lazic   | Duisburg  |          |
| C        | Wolfgang Trapp  | Karlsruhe |          |

### Sessione invernale
| Acquisti | Acquisti | Acquisti | Acquisti |
| R.       | Nome     | da       | Modalità |
| -------- | -------- | -------- | -------- |

| Cessioni | Cessioni | Cessioni | Cessioni |
| R.       | Nome     | a        | Modalità |
| -------- | -------- | -------- | -------- |

## Risultati

### 2. Bundesliga

#### Girone di andata
| Arbitro: | Amerell |

|                  |           |             |
| Schlumberger 83’ | Marcatori | 32’ Pontzen |

| Arbitro: | Werner |

|                      |           |                        |
| Malura 1’ Lefkes 77’ | Marcatori | 38’ Delzepich 47’ Ruof |

| Arbitro: | Eli |

|          |           |           |
| Reif 62’ | Marcatori | 78’ Elser |

| Arbitro: | Gabor |

|                                        |           |               |
| Krella 19’ Dörmann 59’ Burgsmüller 84’ | Marcatori | 47’ Jurgeleit |

| Arbitro: | Kruse |

|                      |           |            |
| Krüger 55’ Hotić 56’ | Marcatori | 66’ Plagge |

| Arbitro: | Hellwig |

|                                                            |           |  |
| Müller 24’ Beck 50’, 65’ (rig.) Dooley 89’ Ehrmantraut 90’ | Marcatori |  |

| Arbitro: | Bruch |

|                  |           |  |
| Hotić 2’ Dum 33’ | Marcatori |  |

| Arbitro: | Bauer |

|                |           |            |
| Kurtenbach 59’ | Marcatori | 2’ Pontzen |

| Arbitro: | Merk |

|                         |           |             |
| Buschmann 58’ Hotić 70’ | Marcatori | 79’ Aguilar |

| Arbitro: | Mierswa |

|                                |           |  |
| Reisinger 22’, 54’ Wiesner 65’ | Marcatori |  |

| Arbitro: | Müller |

|                                            |           |                                  |
| Steubing 1’, 78’ Pontzen 32’ Jurgeleit 69’ | Marcatori | 5’ Bebensee 34’ Mattern 76’ Bunk |

| Arbitro: | Bodmer |

|          |           |  |
| Besl 49’ | Marcatori |  |

| Arbitro: | Wahmann |

|                                 |           |                 |
| Römer 7’ Diekmann 57’ Hotić 79’ | Marcatori | 2’, 75’ Günther |

| Arbitro: | Correll |

|                                      |           |           |
| Kügler 24’ Tschiskale 53’ Kunkel 89’ | Marcatori | 47’ Römer |

| Arbitro: | Broska |

|                    |           |  |
| Jurgeleit 56’, 81’ | Marcatori |  |

| Arbitro: | Krug |

|           |           |  |
| Decker 1’ | Marcatori |  |

| Arbitro: | Schäfer |

|           |           |  |
| Hotić 79’ | Marcatori |  |

| Arbitro: | Neuner |

|                                               |           |  |
| Dubovina 78’ Lindenau 80’ Tobollik 87’ (rig.) | Marcatori |  |

| Arbitro: | Diekert |

|                                   |           |                      |
| Jurgeleit 33’ Lefkes 42’ Reif 89’ | Marcatori | 54’ Sané 78’ Löffler |

#### Girone di ritorno
| Arbitro: | Schütte |

|                             |           |                                           |
| Jurgeleit 66’ Buschmann 89’ | Marcatori | 43’ Gowitzke 63’ (rig.) Glöde 87’ Fischer |

| Aquisgrana 14 dicembre 1985, ore 15:00 CET 21ª giornata | Alemannia Aquisgrana | 0 – 0 referto | Union Solingen | Stadio Tivoli (4 000 spett.)\| Arbitro: \| Barnick \| |
| Arbitro:                                                | Barnick              |               |                |                                                       |

| Arbitro: | Scheuerer |

|                                              |           |        |
| Merkle 14’ Dannenberg 40’ (rig.), 66’ (rig.) | Marcatori | 7’ Dum |

| Arbitro: | Krug |

|                        |           |                    |
| Jurgeleit 55’ Reif 58’ | Marcatori | 37’, 87’ Schneider |

| Arbitro: | Merk |

|                                                   |           |                            |
| Tripbacher 48’ Worm 60’, 82’, 89’ Buchheister 73’ | Marcatori | 26’ Steubing 55’ Jurgeleit |

| Arbitro: | Bauer |

|              |           |               |
| Steubing 22’ | Marcatori | 71’ Friedmann |

| Arbitro: | Wiesel |

|                            |           |                          |
| Pontzen 2’ (aut.) Kohn 62’ | Marcatori | 49’ Steubing 77’ Pontzen |

| Solingen 30 aprile 1986, ore 15:00 CEST 27ª giornata | Union Solingen | 0 – 0 referto | Fortuna Colonia | Stadion am Hermann-Löns-Weg (4 000 spett.)\| Arbitro: \| Osmers \| |
| Arbitro:                                             | Osmers         |               |                 |                                                                    |

| Arbitro: | Schmidhuber |

|                                   |           |  |
| Dieckmann 35’ (aut.) Neukirch 38’ | Marcatori |  |

| Solingen 22 marzo 1986, ore 15:00 CET 29ª giornata | Union Solingen | 0 – 0 referto | TeBe Berlino | Stadion am Hermann-Löns-Weg (2 000 spett.)\| Arbitro: \| Assenmacher \| |
| Arbitro:                                           | Assenmacher    |               |              |                                                                         |

| Arbitro: | Hontheim |

|                                     |           |               |
| Hellmann 22’ Clarke 75’ Mattern 90’ | Marcatori | 56’ Jurgeleit |

| Arbitro: | Kruse |

|           |           |                |
| Hotić 43’ | Marcatori | 77’ Stockinger |

| Arbitro: | Werner |

|                |           |                        |
| Schütterle 31’ | Marcatori | 53’ Pontzen 55’ Lefkes |

| Solingen 19 aprile 1986, ore 15:00 CEST 33ª giornata | Union Solingen | 0 – 0 referto | Wattenscheid 09 | Stadion am Hermann-Löns-Weg (2 000 spett.)\| Arbitro: \| Gangkofer \| |
| Arbitro:                                             | Gangkofer      |               |                 |                                                                       |

| Darmstadt 22 aprile 1986, ore 19:30 CEST 34ª giornata | Darmstadt   | 0 – 0 referto | Union Solingen | Stadion am Böllenfalltor (2 164 spett.)\| Arbitro: \| Kasperowski \| |
| Arbitro:                                              | Kasperowski |               |                |                                                                      |

| Arbitro: | Hellwig |

|                                        |           |                             |
| Jurgeleit 5’, 9’, 33’ Dum 64’ Reif 66’ | Marcatori | 80’ Schmidt 86’ Puszamszies |

| Arbitro: | Steinborn |

|            |           |               |
| Marmon 27’ | Marcatori | 62’ Jurgeleit |

| Arbitro: | Mierswa |

|           |           |                        |
| Römer 19’ | Marcatori | 41’ Runge 90’ Tobollik |

| Arbitro: | Strigel |

|                             |           |                     |
| Lay 15’ Löw 42’, 44’ (rig.) | Marcatori | 1’ (rig.) Jurgeleit |

### Coppa di Germania
| Arbitro: | Reinstädtler |

|              |           |  |
| Nathmann 69’ | Marcatori |  |

## Statistiche

### Statistiche di squadra
| Competizione      | Punti | In casa | In casa | In casa | In casa | In casa | In casa | In trasferta | In trasferta | In trasferta | In trasferta | In trasferta | In trasferta | Totale | Totale | Totale | Totale | Totale | Totale | DR  |
| Competizione      | Punti | G       | V       | N       | P       | Gf      | Gs      | G            | V            | N            | P            | Gf           | Gs           | G      | V      | N      | P      | Gf     | Gs     | DR  |
| ----------------- | ----- | ------- | ------- | ------- | ------- | ------- | ------- | ------------ | ------------ | ------------ | ------------ | ------------ | ------------ | ------ | ------ | ------ | ------ | ------ | ------ | --- |
| 2. Bundesliga     | 34    | 19      | 9       | 8       | 2       | 34      | 23      | 19           | 1            | 6            | 12           | 14           | 41           | 38     | 10     | 14     | 14     | 48     | 64     | -16 |
| Coppa di Germania | -     | 0       | 0       | 0       | 0       | 0       | 0       | 1            | 0            | 0            | 1            | 0            | 1            | 1      | 0      | 0      | 1      | 0      | 1      | -1  |
| Totale            | 34    | 19      | 9       | 8       | 2       | 34      | 23      | 20           | 1            | 6            | 13           | 14           | 42           | 39     | 10     | 14     | 15     | 48     | 65     | -17 |

### Andamento in campionato
| Giornata  | 1 | 2 | 3  | 4  | 5  | 6  | 7  | 8  | 9  | 10 | 11 | 12 | 13 | 14 | 15 | 16 | 17 | 18 | 19 | 20 | 21 | 22 | 23 | 24 | 25 | 26 | 27 | 28 | 29 | 30 | 31 | 32 | 33 | 34 | 35 | 36 | 37 | 38 |
| --------- | - | - | -- | -- | -- | -- | -- | -- | -- | -- | -- | -- | -- | -- | -- | -- | -- | -- | -- | -- | -- | -- | -- | -- | -- | -- | -- | -- | -- | -- | -- | -- | -- | -- | -- | -- | -- | -- |
| Luogo     | T | C | C  | T  | C  | T  | C  | T  | C  | T  | C  | T  | C  | T  | C  | T  | C  | T  | C  | C  | T  | T  | C  | T  | C  | T  | C  | T  | C  | T  | C  | T  | C  | T  | C  | T  | C  | T  |
| Risultato | N | N | N  | P  | V  | P  | V  | N  | V  | P  | V  | P  | V  | P  | V  | P  | V  | P  | V  | P  | N  | P  | N  | P  | N  | N  | N  | P  | N  | P  | N  | V  | N  | N  | V  | N  | P  | P  |
| Posizione | 9 | 8 | 11 | 13 | 12 | 13 | 12 | 12 | 10 | 11 | 10 | 11 | 10 | 12 | 10 | 12 | 11 | 11 | 10 | 11 | 11 | 13 | 13 | 14 | 14 | 13 | 13 | 14 | 14 | 14 | 14 | 14 | 14 | 14 | 14 | 14 | 15 | 15 |

Legenda:

Luogo: C = Casa; T = Trasferta. Risultato: V = Vittoria; N = Pareggio; P = Sconfitta.

### Statistiche dei giocatori
| Giocatore    | 2. Bundesliga | 2. Bundesliga | 2. Bundesliga | 2. Bundesliga | Coppa di Germania | Coppa di Germania | Coppa di Germania | Coppa di Germania | Totale   | Totale | Totale      | Totale     |
| Giocatore    | Presenze      | Reti          | Ammonizioni   | Espulsioni    | Presenze          | Reti              | Ammonizioni       | Espulsioni        | Presenze | Reti   | Ammonizioni | Espulsioni |
| ------------ | ------------- | ------------- | ------------- | ------------- | ----------------- | ----------------- | ----------------- | ----------------- | -------- | ------ | ----------- | ---------- |
| J. Albracht  | 0             | 0             | 0             | 0             | 0                 | 0                 | 0                 | 0                 | 0        | 0      | 0           | 0          |
| E. Buschmann | 19            | 2             | 1             | 0             | 1                 | 0                 | 0                 | 0                 | 20       | 2      | 1           | 0          |
| K. Dieckmann | 32            | 0             | 2             | 0             | 1                 | 0                 | 0                 | 0                 | 33       | 0      | 2           | 0          |
| G. Diekmann  | 35            | 1             | 4             | 0             | 1                 | 0                 | 0                 | 0                 | 36       | 1      | 4           | 0          |
| V. Diergardt | 38            | 0             | 1             | 0             | 1                 | 0                 | 0                 | 0                 | 39       | 0      | 1           | 0          |
| M. Dum       | 31            | 3             | 8             | 0             | 1                 | 0                 | 0                 | 0                 | 32       | 3      | 8           | 0          |
| D. Hotić     | 37            | 6             | 7             | 0             | 1                 | 0                 | 0                 | 0                 | 38       | 6      | 7           | 0          |
| D. Jurgeleit | 33            | 14            | 0             | 0             | 0                 | 0                 | 0                 | 0                 | 33       | 14     | 0           | 0          |
| W. Krüger    | 35            | 1             | 6             | 0             | 1                 | 0                 | 1                 | 0                 | 36       | 1      | 7           | 0          |
| M. Lefkes    | 27            | 3             | 4             | 0             | 0                 | 0                 | 0                 | 0                 | 27       | 3      | 4           | 0          |
| E. Malura    | 37            | 1             | 4             | 0             | 1                 | 0                 | 0                 | 0                 | 38       | 1      | 4           | 0          |
| Č. Micović   | 20            | 0             | 3             | 0             | 0                 | 0                 | 0                 | 0                 | 20       | 0      | 3           | 0          |
| M. Pomp      | 7             | 0             | 1             | 0             | 1                 | 0                 | 0                 | 0                 | 8        | 0      | 1           | 0          |
| T. Pontzen   | 32            | 5             | 2             | 0             | 1                 | 0                 | 0                 | 0                 | 33       | 5      | 2           | 0          |
| H. Reif      | 29            | 4             | 7             | 0             | 1                 | 0                 | 0                 | 0                 | 30       | 4      | 7           | 0          |
| D. Römer     | 35            | 3             | 5             | 0             | 1                 | 0                 | 0                 | 0                 | 36       | 3      | 5           | 0          |
| O. Stapel    | 2             | 0             | 0             | 0             | 0                 | 0                 | 0                 | 0                 | 2        | 0      | 0           | 0          |
| W. Steubing  | 28            | 5             | 2             | 1             | 1                 | 0                 | 0                 | 0                 | 29       | 5      | 2           | 1          |